# 노고단
노고단(老姑壇)은 전라남도 구례군에 있는 산으로 지리산과 백두대간의 봉우리이다. 지리산 국립공원 내에 넓은 초원으로 구성된 약 35만평 규모의 고원지대로 신라시대 때부터 제사 지내던 제단이 있다. “노고”란 늙은 할머니라는 뜻으로, 곧 지리산 성모인 마고할미를 가리킴이다.
보통 노고단부터 천왕봉까지의 구간을 이르는 지리산 종주코스의 시발점으로 많은 사람이 찾고 있으며, 노고단 대피소가 위치하고 있다.
노고단 일대의 운해가 멋있다 하여 이 노고운해를 지리십경의 하나에 포함시킨다.

## 방송 송신 시설
| 디지털TV  |                   |           |                     |      |                       |
| 가상채널  | 방송국명          | 호출부호  | 물리채널            | 출력 | 가시청권              |
| CH 6-1    | KBC HDTV          | HLAS-DTV  | CH 36               | 1㎾  | 남원, 구례, 순천 일부 |
| CH 7-1    | KBS전주 DTV2      | HLKF-DTV  | CH 36               | 1㎾  | 남원, 구례, 순천 일부 |
| CH 9-1    | KBS전주 DTV1      | HLKF-DTV  | CH 31               | 1㎾  | 남원, 구례, 순천 일부 |
| CH 10-1   | EBS 1TV           | HLQL-DTV  | CH 48               | 1㎾  | 남원, 구례, 순천 일부 |
| CH 10-2   | EBS 2TV           | HLQL-DTV  | CH 48               | 1㎾  | 남원, 구례, 순천 일부 |
| CH 11-1   | 주MBC DTV         | HLCN-DTV  | CH 22               | 1㎾  | 남원, 구례, 순천 일부 |
| FM라디오  |                   |           |                     |      |                       |
| 채널      | 방송국명          | 호출부호  |                     | 출력 | 가시청권              |
| 88.3㎒    | KBS전주 제1라디오 | HLKF-SFM  |                     | 1㎾  | 남원, 구례, 순천 일부 |
| 95.1㎒    | 광주MBC FM4U      | HLCN-FM   |                     | 1㎾  | 남원, 구례, 순천 일부 |
| 101.7㎒   | 전주MBC 라디오    | HLCX-SFM  |                     | 3㎾  | 남원, 구례, 순천 일부 |
| 104.5㎒   | KBS전주 음악FM    | HLKF-FM   |                     | ?㎾  | 남원, 구례, 순천 일부 |
| 107.5㎒   | EBS FM            | HLQL-FM   |                     | 3㎾  | 남원, 구례, 순천 일부 |
| 지상파DMB |                   |           |                     |      |                       |
| 앙상블명  | 방송국명          | 호출부호  | 채널(주파수)        | 출력 | 가시청권              |
| Honam MBC | myMBC TV          | HLCN-TDMB | CH 12A (205.280MHz) | 2㎾  | 남원, 구례, 순천 일부 |
| U-KBS     | KBS STAR          | -         | CH 12B (207.008MHz) | 2㎾  | 남원, 구례, 순천 일부 |
| U-KBS     | HD KBS STAR       | -         | CH 12B (207.008MHz) | 2㎾  | 남원, 구례, 순천 일부 |
| U-KBS     | KBS HEART         | -         | CH 12B (207.008MHz) | 2㎾  | 남원, 구례, 순천 일부 |
| U-KBS     | KBS MUSIC         | -         | CH 12B (207.008MHz) | 2㎾  | 남원, 구례, 순천 일부 |
| KBC       | KBC-SBSu          | -         | CH 12C (208.736MHz) | 2㎾  | 남원, 구례, 순천 일부 |
| KBC       | JTV-mYTN          | -         | CH 12C (208.736MHz) | 2㎾  | 남원, 구례, 순천 일부 |

## 같이 보기
- 한국의 산
- 남악사
- 백두대간